# Uktenadactylus
Uktenadactylus es un género extinto de pterosaurio pterodactiloide del Cretácico Inferior hallado en la formación Paw Paw de Texas, Estados Unidos y Isla de Wight, sur de Inglaterra.
En 1994 Yuong Nam-Lee nombró a una nueva especie dentro del género Coloborhynchus: Coloborhynchus wadleighi, basándose en un hocico parcial hallado en 1992 en capas del Albiense en Tarrant County, siendo el holotipo SMU 73058 (Shuler Museum of Paleontology, Southern Methodist University en Dallas). El nombre de la especie honra al recolector del fósil, Chris Wadleigh. La referencia de la especie al género Coloborhynchus estaba basada en que tanto C. wadleighi como la especie tipo de Coloborhynchus, Coloborhynchus clavirostris, comparten el rasgo de tener tres pares de dientes situados lateralmente dentro de una ancha punta del hocico. Esto podría distinguirlo tanto de la especie Criorhynchus simus como justificar la resurrección del género Coloborhynchus, ya que desde el análisis hecho por Reginald Walter Hooley en 1914 había sido generalmente considerado al género Criorhynchus o este género había sido subsumido de nuevo dentro de Ornithocheirus.
Como resultado de la reaparición del concepto los investigadores europeos refirieron muchas especies descubiertas en Suramérica a Coloborhynchus, una práctica rechazada por muchos investigadores suramericanos. En 2009 un estudio hecho por los paleontólogos brasileños Taissa Rodrigues y Alexander Kellner concluyó que Coloborhynchus solo incluía a una especie, su especie tipo C. clavirostris. De acuerdo a esto, en la misma publicación crearon un nuevo género para C. wadleighi: Uktenadactylus. El nombre del género se deriva de Uktena, una serpiente gigante con cuerno de la mitología de los Cherokees y el término griego daktylos, "dedo", un elemento común en los nombres de los pterosaurios desde Pterodactylus, refiriéndose a su típico dedo del ala.
El fósil tiene una longitud de cerca de quince centímetros y consiste en el extremo frontal del cráneo, que contiene el premaxilar y una parte pequeña del maxilar. Sobre la base hay una cresta que se curva gradualmente hacia arriba y termina en una altura de 7.5 centímetros, habiendo obtenido en este punto un grosor de cuatro milímetros. El hocico se hace más ancho hacia el frente. Sobre el lado izquierdo son visibles ocho alvéolos de los dientes, y sobre el lado derecho seis. El primer par de dientes estaba localizado en la aplanada punta del hocico, apuntando hacia adelante. Los alvéolos al principio incrementan su tamaño desde la punta hacia atrás, siendo el mayor el tercer par con un diámetro de 17.6/17.7 milímetros. el cuarto par es mucho menor; hacia atrás los alvéolos de nuevo incrementan su tamaño, formando una especie de "trampa". De acuerdo a Rodrigues y Kellner la especie posee dos rasgos únicos: la presencia de una depresión oval sobre y entre el primer par de dientes y de una depresión ventral medial entre el segundo par de dientes, y un hueco circular posicionado sobre el borde inferior de la punta del hocico que Lee había interpretado como un posible foramen neumático.
Rodrigues y Kellner basaron su distinción entre Uktenadactylus y Coloborhynchus clavirostris sobre varias consideraciones estratigráficas, metodológicas y filogenéticas. Entre estas está la diferencia de edad de quizás treinta millones de años entre el ejemplar británico del Berriasiense-Valanginiense y la más reciente forma americana del Albiense-Cenomaniense. Ya que ambos taxones están basados en restos muy limitados, que sin embargo, incluso dentro de estos límites son claramente distinguibles a nivel de especies, ellos rechazaron una imprudente identidad genérica. También la afinidad incierta con la forma cercanamente relacionada Siroccopteryx podría ser una suposición problemática. Rodrigues y Kellner identicaron una única característica compartida para Uktenadactylus y Coloborhynchus clavirostris: un extremado alargamiento del segundo y tercer par de dientes. Diferencias entre estos taxones incluyen la posición más adelantada de la cresta en C. clavirostris, comenzando muy en la punta del hocico; un profundo surco palatal y surcos poco profundos corriendo paralelos al borde de la parte frontal del paladar; una depresión localizada bajo el primer alvéolo y una posición lateral para el segundo, el tercer y cuarto par de dientes mientras que el quinto y sexto par están al contrario mucho más cercanos a la línea media del cráneo. Ambas formas comparten algunas características derivadas con Siroccopteryx: el segundo y tercer par de dientes son mayores que el cuarto; la punta del hocico es aplanada causando que la roseta dental sea rectangular en sección transversal y similar en grosor a la cresta. Los autores concluyeron a partir de esto que los tres taxones probablemente formaban un clado aún sin nombrar dentro de Anhangueridae.
Martill (2015) describió un fragmento de hocico de la Isla de Wight (IWCMS 2014.82) que asignó a Coloborhynchus. Sin embargo, Holgado y Pêgas (2020) lo encontraron más estrechamente relacionado con Uktendactylus wadleighi y lo describieron como una nueva especie de Uktenadactylus, U. rodriguesae, el nombre específico en honor a Taissa Rodrigues.